# Sabin Moldovan
Sabin Moldovan (n. 11 aprilie 1899, Arad, județul Arad– d. secolul al XX-lea) a fost un deputat în Marea Adunare Națională de la Alba Iulia, organismul legislativ reprezentativ al „tuturor românilor din Transilvania, Banat și Țara Ungurească”, cel care a adoptat hotărârea privind Unirea Transilvaniei cu România, la 1 decembrie 1918 :p. 89.

## Biografie
A urmat cursurile Facultății de Drept din București. A fost judecător și secretar al C. N. R. din Arad. De asemenea, a fost consilier la Curtea de Apel Timișoara în perioada 1938-1948 și jurisconsult la întreprinderea Electromotror din Timișoara. A publicat peste 80 de studii juridice :p. 89.

## Activitatea politică
Ca deputat în Adunarea Națională din 1 decembrie 1918 a fost delegat al Clubului Sportiv „Gloria” :p. 89.